# Ghost Festival
Das Ghost Festival war eine Benefiz-Aktion für Kunstschaffende aus der Schweiz während der COVID-19-Pandemie. Sie gab den Sampler The Ghost Orchestra unter dem Label Ghost Records heraus, der Platz 1 der Schweizer Charts erreichte.

## Hintergrund
Das Ghost Festival war ein fiktives Musikfestival, das für den 27. und 28. Februar 2021 angekündigt war. Es bestand aus einem Line-Up von 187 Bands, darunter Stephan Eicher, Annie Taylor, Chlyklass, Vera Kaa, Bubi Eifach, James Gruntz, Big Zis, Open Season, Pablo Nouvelle, Lina Button und Jeans for Jesus. Da während der COVID-19-Pandemie in der Schweiz das kulturelle Leben zum Erliegen kam, verkaufte die Website Konzerttickets und Merchandiseartikel für das Festival sowie Support-Buttons als Solidaritätsaktion für die Künstler, die in den COVID-19-Jahren keine Einnahmen hatten. Die Einnahmen flossen an knapp 1300 Musikschaffende und Soundtechniker.
Hauptunterstützer der Aktion waren das Grosshandelsunternehmen Migros, die Versicherungsgesellschaft Die Mobiliar sowie das Telekommunikationsunternehmen Swisscom sowie die Medienpartner 20 Minuten, neo advertising und Radio 24. Daneben traten eine Reihe weiterer Unternehmen als Partner, Co-Partner und Organisationspartner auf.

## The Ghost Orchestra
Unter dem Label Ghost Records wurde ab dem 25. Februar 2021 ein Musikalbum mit 39 Minuten und 3 Sekunden Laufzeit verkauft, das sogenannte «Geistersounds» enthielt. Diese setzen sich zusammen aus Publikumsklängen, kurzen Gitarrenriffs, Rauschen, Melodien, Gejaule und Geflüster. Insgesamt 187 Bands und Künstler beteiligten sich an der CD, die auch auf Streamingplattformen erhältlich war. Dabei unterscheiden sich CD und Streaming-Version durch die Anzahl der einzelnen Titel. Das Album erreichte Platz 1 der Schweizer Albumcharts und blieb 3 Wochen in den Charts.
Die Erlöse kamen der Non-Profit-Organisation Surprise zugute.